# Sodoma, ou a Quintessência da Devassidão
Sodoma é um drama obsceno, publicado em 1684, atribuído a John Wilmot, 2º conde de Rochester, embora sua autoria seja contestada. A data de sua composição e atribuição mão pode ser facilmente atribuída principalmente pela atribuição incorreta de evidências a favor e contra a autoria de Rochester na Restauração e em textos posteriores.

## Trama
A peça consiste em cinco atos em dísticos rimados. Há dois prólogos, dois epílogos e um breve discurso final. A peça começa com o Rei de Sodoma (Bolloxinion) autorizando a sodomia entre pessoas do mesmo sexo como prática sexual aceitável. Segundo o General Buggeranthos, a nova política é bem recebida pelos soldados, porque gastam menos com prostitutas. Já as mulheres do reino passam a recorrer a "dildos e cães". O Príncipe Pricket e a Princesa Swivia cometem incesto entre si. Com a corte e o país reduzidos à loucura erótica, o médico da corte aconselha: "Fodam-se as mulheres e que Bugg'ry não exista mais". A Rainha morre de doença venérea. Em meio à aparição de demônios, fogo e enxofre, o rei declara sua intenção de se retirar para uma caverna e morrer no ato de sodomizar seu favorito – Pockenello.

## Elenco
- Bolloxinion – Rei de Sodoma
- Cuntigratia – Sua Rainha
- Pricket – Jovem príncipe
- Swivia – Princesa
- Buggeranthos – General do Exército
- Pockenello – Príncipe e favorito do Rei
- Borastus – Mestre-Sabotador-Geral
- Pene & Tooly – Cafetões de Honra
- Officina – Dama de Honra
- Fuckadilla – Dama de Honra
- Cunticulla – Dama de Honra
- Clytoris – Dama de Honra
- Flux – Médico do Rei
- Vertuso – Fabricante de dildos e merkins para o tribunal

## Interpretação
Sodoma não é apenas uma peça histórica de literatura escabrosa, mas também uma sátira disfarçada à corte de Carlos II e à sua aparente disposição em tolerar o catolicismo na Inglaterra, quando essa religião era oficialmente proscrita. A obra foi escrita presumivelmente na época da Declaração de Indulgência de Carlos II, em 1672 (que promulgou a tolerância oficial a católicos e outros). Sodoma delineia um rei muito parecido com Carlos II, cuja insistência em promover sua preferência sexual pela sodomia pode ser lida como um análogo ao debate na Inglaterra da época sobre o verdadeiro motivo do rei em promover a tolerância religiosa. 

## Histórico de desempenho
Sodoma é um drama que não teve uma grande performance por séculos. A peça foi apresentada publicamente em 1986, no Broom Street Theatre, em Madison, Wisconsin, por seis fins de semana. Sodoma foi revivida em uma versão "reconstruída" no Festival Fringe de Edimburgo, em 2011, pela Movement Theatre Company.

## Mídia moderna
No filme The Libertine, Johnny Depp, como Rochester, é visto encenando Sodoma diante de um indignado Carlos II, com Rochester assumindo o papel do Rei de Sodoma.